# Creatinineklaring
De creatinineklaring is het volume bloedserum (in mL) dat door de nieren per minuut wordt ontdaan van de door het lichaam geproduceerde stof creatinine, een afvalproduct van de stofwisseling in de spieren. Deze klaringswaarde zegt dus iets over de glomerulaire filtratiesnelheid van de nieren.
Bij een normale nierfunctie ligt dit afhankelijk van de lichaamsgrootte meestal ergens tussen 80 en 140 mL/min.
In de klinische praktijk wordt niet de creatinineklaring, maar de creatininespiegel in plasma gebruikt als maat voor de nierfunctie. Deze geeft een redelijke benadering maar is nogal sterk afhankelijk van de spiermassa van de patiënt.
{\displaystyle C_{k}={\frac {U_{k}\times V}{P_{k}}}}
waarin
{\displaystyle C_{k}} creatinineklaring in mL/min
{\displaystyle U_{k}} creatinineconcentratie in de urine in mg/L
{\displaystyle P_{k}} creatinineconcentratie in het plasma in mg/L
{\displaystyle V} urinestroom in mL/min
Een gemiddeld individu met {\displaystyle U_{k}}=6000 mg/L, {\displaystyle P_{k}} 50 mg/L en {\displaystyle V}=0,83 ml/min heeft een creatinineklaring van 100 mL/min

## Cockcroft-Gault benadering
Een formule die vaker wordt gebruikt om de klaring te berekenen is de Cockcroft-Gault formule:
{\displaystyle {\mbox{Creatinineklaring}}={\frac {{\mbox{(140 - Leeftijd)}}\times {\mbox{Gewicht (in kilogram)}}}{{\mbox{0,815}}\times {\mbox{Serum Creatinine (in umol/L)}}}}\times {\mbox{0,85 indien een vrouw}}}